# Friedrich Bonte
Friedrich Bonte (19 de outubro de 1896 - 10 de abril de 1940) foi um oficial alemão que serviu durante a Segunda Guerra Mundial. Foi condecorado com a Cruz de Cavaleiro da Cruz de Ferro.

## Condecorações
| Cruz de Ferro 2ª Classe                                               |
| Cruz de Ferro 1ª Classe                                               |
| Cruz de Cavaleiro da Cruz de Ferro 17 de outubro de 1940 Postumamente |